# Schalke
Schalke est un quartier de la ville de Gelsenkirchen, en Allemagne.
D'une superficie de 2,968 kilomètres carrés et 21 510 habitants (au 31 décembre 2022), il est notamment connu pour son club de football : le FC Schalke 04 qui joue maintenant ses matchs dans la Veltins-Arena à Erle, un autre quartier de Gelsenkirchen.

## Histoire

### Étymologie
Le nom de cette localité a plusieurs orthographes dans le passé : Scedelike, Sceleke, Scadelik, Schadelick, Schalicke, Schalecke, Schalcke. C'est ainsi que le nom de Schalke est né au fil des siècles. Le nom fait probablement référence à une petite colonie et signifiait quelque chose comme "zone autour du crâne" ou "colonie dans une zone en forme de crâne". Sa première dénomination documentée remonte à 1246.

### Période industrielle
Au XIXe siècle, elle effectue une transition rapide vers l'industrialisation. L'industriel Friedrich Grillo y joue un rôle de premier plan. À partir de 1848, plusieurs forages exploratoires sont réalisés dans le Schalke Mark, dévoilant de riches gisements de houille dans la région autour de Schalke. En 1862, les différents métiers sont regroupés pour former le syndicat des houillères Consolidation.
En 1868, plusieurs syndicats fusionnent sous l'impulsion de Friedrich Grillo, alors directeur de la Kölner Bergwerks-AG, pour former un syndicat minier.

## Galerie

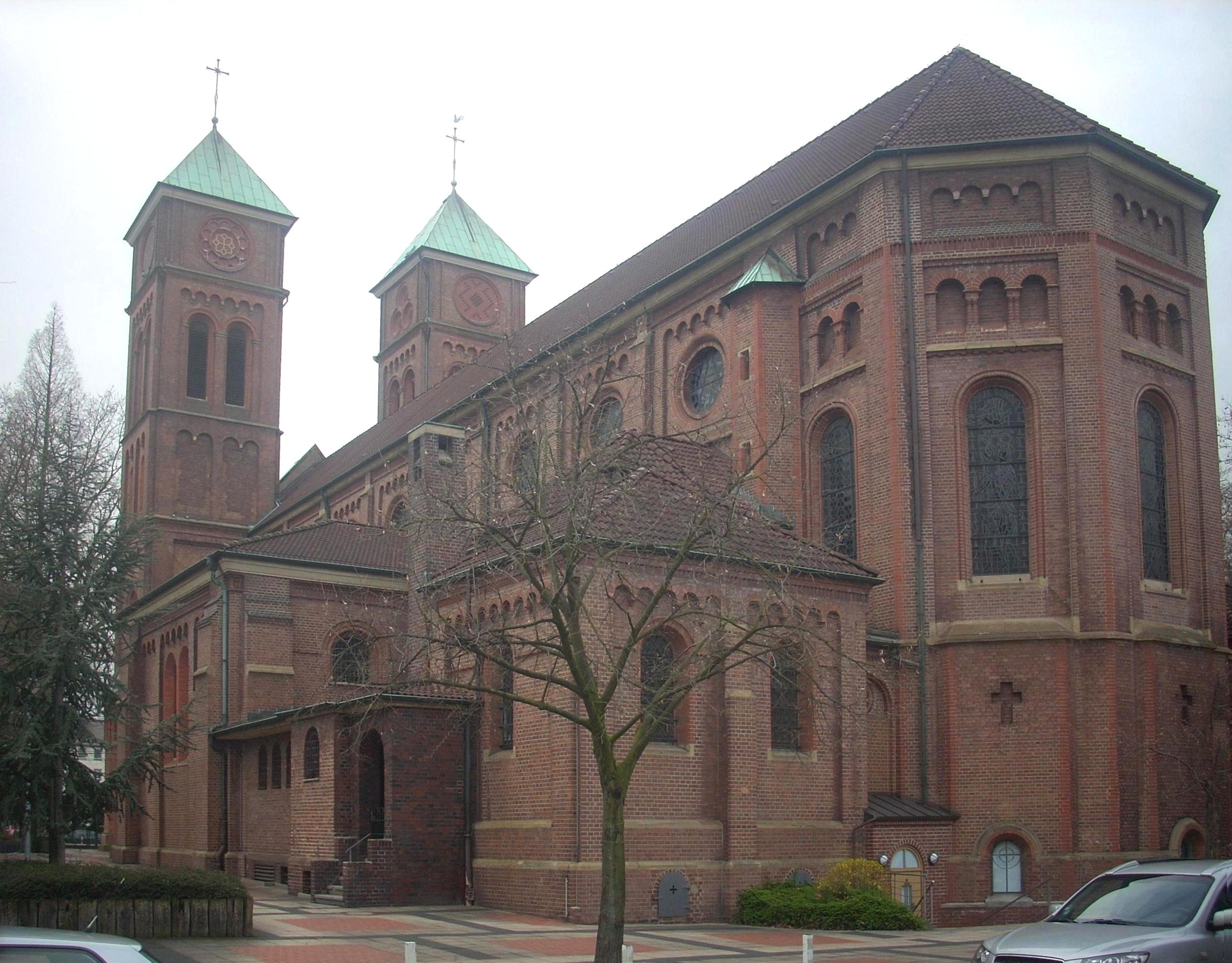
Église catholique Saint-Joseph de la Kurt-Schumacher-Strasse
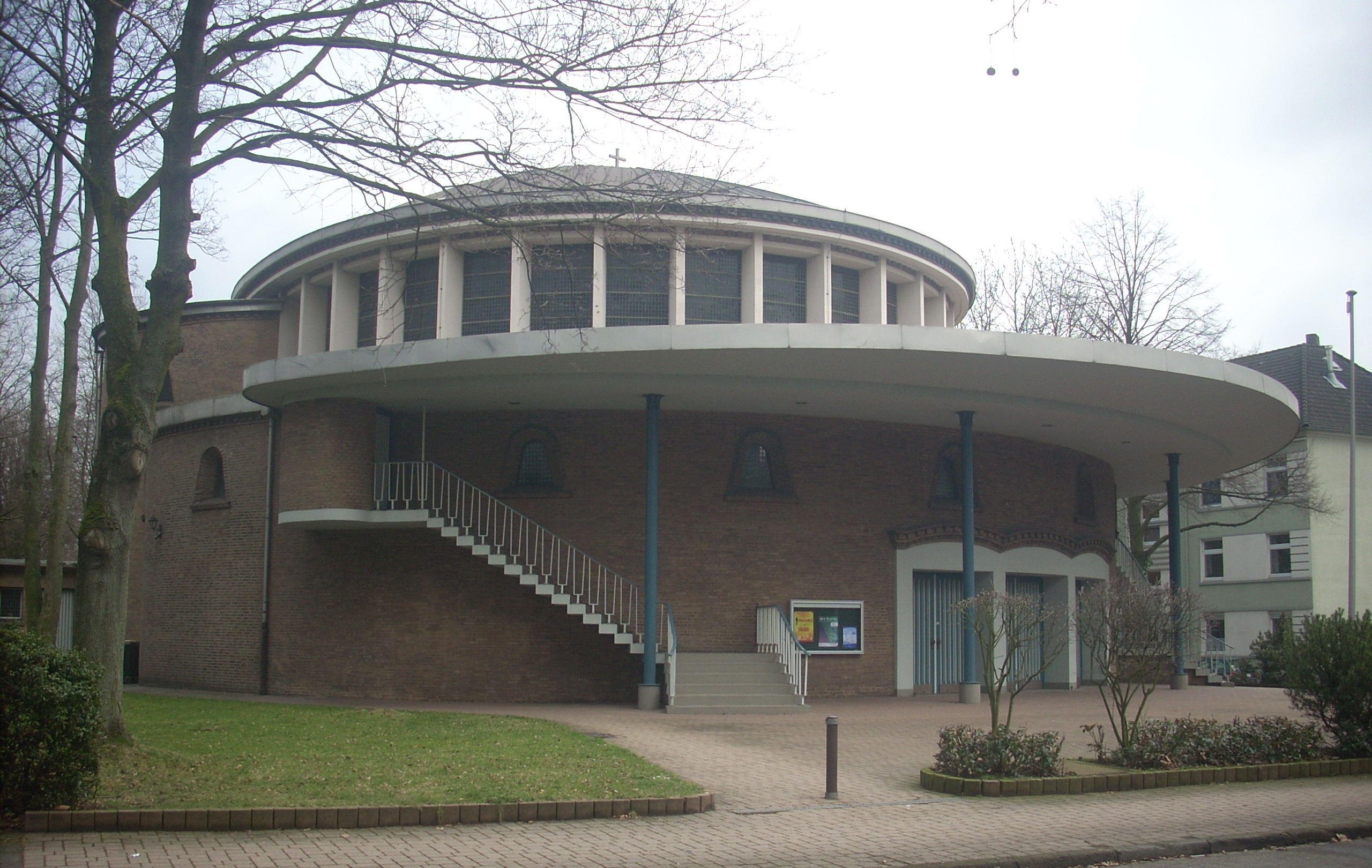
Église évangélique de la paix sur la Königsberger Strasse
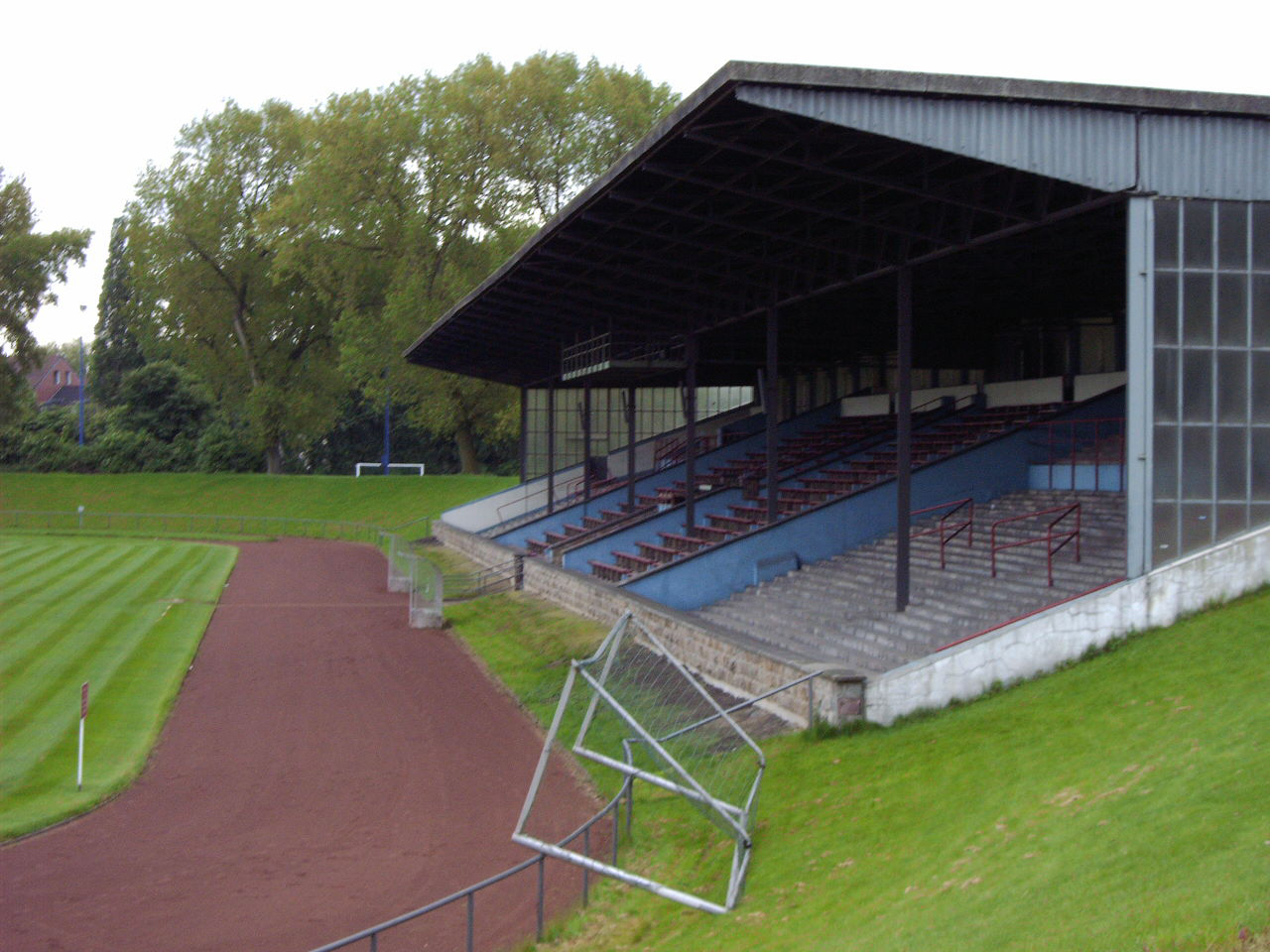
Le cœur de Schalke - le Glückauf-Kampfbahn, ancienne maison de Schalke 04